# Сборная Азербайджана по футболу (до 21 года)
Сборная Азербайджана по футболу до 21 года состоит из футболистов до 21 года. Представляет Азербайджан на отборочных турнирах к чемпионатам Европы и Олимпийским играм, а также участвует в различных международных турнирах и товарищеских встречах. Управляется Федерацией Футбола Азербайджана.

## Межсезонье 2022
В ноябре 2022 года команда провела две товарищеские игры на сборах в Анталье против Венгрии (0:3) и Швеции (1:8), проиграв  оба матча.

## Отбор к Евро 2025
В отборочном турнире к Евро 2025 команда попала в группу F с командами Англии, Украины, Сербии, Северной Ирландии и Люксембурга. Квалификация проходила с сентября 2023 по октябрь 2024 года. Команда заняла в группе последнее место, набрав всего лишь 3 очка. Единственную победу команда одержала в октябре 2023 года в игре с Люксембургом (3:2). Все остальные игры команда проиграла.
Цикл отметился крупными поражениями сборной Англии (1:5, 0:7), Украине (0:3), Северной Ирландии (0:5).

## Межсезонье 2025
В марте 2025 года команда провела сбор в Анталье. 22 марта команда одержала победу в контрольной встрече со сборной Молдовы (2:0). 25 марта провела матч со сборной Северной Македонии.

## Главные тренеры
- Милан Обрадович (11 января 2019 — 21 июня 2022)[8][9]
- Самир Алиев (15 июля 2022 — )[10]
- Айхан Аббасов (c 28 февраля 2025)[11]

## Статистика матчей
| Страна            | И | В | Н | П | Голов | ±  |
| ----------------- | - | - | - | - | ----- | -- |
| Албания           | 2 | 0 | 2 | 0 | 1 – 1 | 0  |
| Англия            | 1 | 0 | 0 | 1 | 0 – 7 | –7 |
| Греция            | 2 | 0 | 0 | 2 | 1 – 6 | –5 |
| Иран              | 2 | 2 | 0 | 0 | 2 – 0 | +2 |
| Италия            | 2 | 0 | 0 | 2 | 0 – 7 | –7 |
| Турция            | 1 | 0 | 0 | 1 | 0 – 2 | –2 |
| Узбекистан        | 1 | 0 | 0 | 1 | 0 – 1 | –1 |
| Фарерские острова | 2 | 0 | 1 | 1 | 2 – 3 | –1 |
| Хорватия          | 2 | 0 | 0 | 2 | 2 – 4 | –2 |